# 内布拉斯加州行政区划
內布拉斯加州共有93个县（含历史上曾存在的县）。根据2020年美国人口普查，內布拉斯加州共有1,961,504人，平均每个县拥有21,091人，其中道格拉斯縣以586,327人高居榜首，麥克弗森縣则仅有372人，是全州人口最少的县。平均每个县的面积为2,154平方公里。最大的是15,440平方公里的切里縣，最小的是620平方公里的薩皮縣。
在內布拉斯加州，不少縣如布朗縣、杜爾縣、迪克森和哈倫縣（哈倫縣的縣名來源具有爭議性）雖然紀念一些當地的早期定居者，但只有他們的姓氏流傳於世，而他們的首名及中間名已不可考。
內布拉斯加州的縮寫為NE，而該州的FIPS代碼是31，与县代码结合使用时写成31XXX。以下列表包含各個縣的名稱、FIPS代碼及車牌前綴。联邦资料处理标准代码（简称代码），该代码是联邦政府用来区分各州和各县的唯一识别码。所有的代码将链接至该县最近的一次人口普查数据。

## 縣份列表
| 县             | FIPS代码 | 縣治         | 成立日期       | 拆分自                                           | 辭源 | 車牌前綴 | 人口    | 面积                             | 地图                           |
| -------------- | -------- | ------------ | -------------- | ------------------------------------------------ | --- | -------- | ------- | -------------------------------- | ------------------------------ |
| 亞當斯縣       | 001      | 黑斯廷斯     | 1867年2月16日  | 非建制領土                                       | 约翰·亚当斯 （1735－1826），第二任美国总统 （1797－1801） | 14       | 30,970  | 563平方英里 （1,458平方公里）    | 標示出亞當斯縣位置的地圖       |
| 安蒂洛普縣     | 003      | 尼利         | 1871年3月1日   | 非建制領土                                       | 叉角羚，有時被稱為「英語：」 | 26       | 6,293   | 857平方英里 （2,220平方公里）    | 標示出安蒂洛普縣位置的地圖     |
| 阿瑟縣         | 005      | 阿瑟         | 1913年8月16日  | 非建制領土                                       | 切斯特·艾伦·阿瑟 （1829－1886），第二十一任美国总统 （1881－1885）                                                                                              | 91       | 433     | 715平方英里 （1,852平方公里）    | 標示出阿瑟縣位置的地圖         |
| 班納縣         | 007      | 哈里斯堡     | 1888年11月6日  | 夏延縣                                           | 早期定居者對此縣能夠成為「全州領先」（定居者稱此目標為「Banner County」）的目標                                                                                 | 85       | 660     | 746平方英里 （1,932平方公里）    | 標示出班納縣位置的地圖         |
| 布萊恩縣       | 009      | 布魯斯特     | 1885年3月5日   | 非建制領土                                       | 詹姆斯·G·布莱恩 （1830－1893），第三十一任美国国务卿及1884年美國總統選舉候選人                                                                                  | 86       | 453     | 711平方英里 （1,841平方公里）    | 標示出布萊恩縣位置的地圖       |
| 布恩縣         | 011      | 阿爾比昂     | 1871年3月28日  | 非建制領土                                       | 丹尼爾·布恩 （1734－1820），一名美國拓荒者 | 23       | 5,385   | 687平方英里 （1,779平方公里）    | 標示出布恩縣位置的地圖         |
| 博克斯比特縣   | 013      | 阿萊恩斯     | 1886年11月2日  | 道斯縣                                           | 縣治阿萊恩斯北部的一座箱形孤丘 | 65       | 10,672  | 1,075平方英里 （2,784平方公里）  | 標示出博克斯比特縣位置的地圖   |
| 博伊德縣       | 015      | 比尤特       | 1891年8月29日  | 霍爾縣和非建制領土（印第安保留地）               | 詹姆斯·E·博伊德 （1892－1893），第七任內布拉斯加州州長 （1834－1906）                                                                                           | 63       | 1,741   | 540平方英里 （1,399平方公里）    | 標示出博伊德縣位置的地圖       |
| 布朗縣         | 017      | 安斯沃思     | 1883年2月8日   | 非建制領土                                       | 布朗家族（代表人物的首名及中間名不詳），縣內的早期拓荒者 | 75       | 2,872   | 1,221平方英里 （3,162平方公里）  | 標示出布朗縣位置的地圖         |
| 水牛縣         | 019      | 卡尼         | 1855年3月14日  | 非建制領土                                       | 內布拉斯加州常見的美洲野牛 | 9        | 50,586  | 968平方英里 （2,507平方公里）    | 標示出水牛縣位置的地圖         |
| 伯特縣         | 021      | 特卡馬       | 1854年11月23日 | 內布拉斯加州最早成立的九個縣之一                 | 弗朗西斯·伯特 （1807－1854），首任內布拉斯加領地總督 （1854）                                                                                                   | 31       | 6,755   | 493平方英里 （1,277平方公里）    | 標示出伯特縣位置的地圖         |
| 巴特勒縣       | 023      | 戴維城       | 1856年1月26日  | 已被廢除的格林縣                                 | 威廉·奧蘭多·巴特勒 （1791－1880），來自肯塔基州的美國眾議院議員 （1839－1843）及著名軍官                                                                        | 25       | 8,427   | 584平方英里 （1,513平方公里）    | 標示出巴特勒縣位置的地圖       |
| 卡斯縣         | 025      | 普拉茨茅斯   | 1855年3月16日  | 內布拉斯加州最早成立的九個縣之一                 | 刘易斯·卡斯 （1782－1866），密西根州参议员（1845－1857） 以及美国战争部长 （1831－1836）                                                                        | 20       | 27,122  | 559平方英里 （1,448平方公里）    | 標示出卡斯縣位置的地圖         |
| 錫達縣         | 027      | 哈廷頓       | 1857年2月12日  | 迪克林縣和皮爾斯縣                               | 縣內常見的東紅杉 | 13       | 8,371   | 740平方英里 （1,917平方公里）    | 標示出錫達縣位置的地圖         |
| 蔡斯縣         | 029      | 因皮里爾     | 1873年2月27日  | 非建制領土                                       | 尚佩恩·斯波爾丁·蔡斯 （1820－1898），第一任內布拉斯加州內政部長 （1867－1869）                                                                                  | 72       | 3,772   | 894平方英里 （2,315平方公里）    | 標示出蔡斯縣位置的地圖         |
| 切里縣         | 031      | 瓦倫泰恩     | 1883年2月23日  | 非建制領土                                       | 山繆爾·奧斯汀·切里 （1850－1881），美國副軍官，於北美印第安战争中陣亡                                                                                           | 66       | 5,464   | 5,961平方英里 （15,439平方公里） | 標示出切里縣位置的地圖         |
| 夏延縣         | 033      | 西尼         | 1867年6月22日  | 非建制領土                                       | 夏安族，美國原住民的一支 | 39       | 9,511   | 1,196平方英里 （3,098平方公里）  | 標示出夏延縣位置的地圖         |
| 克萊縣         | 035      | 克萊森特     | 1855年3月16日  | 非建制領土                                       | 亨利·克莱 （1777－1852），肯塔基州联邦参议员及第九任美国国务卿 （1825－1829）                                                                                   | 30       | 6,049   | 573平方英里 （1,484平方公里）    | 標示出克萊縣位置的地圖         |
| 科爾法克斯縣   | 037      | 斯凱勒       | 1869年2月15日  | 普拉特縣                                         | 斯凯勒·科尔法克斯 （1823－1885），第十七任美国副总统 （1869－1873）                                                                                             | 43       | 10,444  | 413平方英里 （1,070平方公里）    | 標示出科爾法克斯縣位置的地圖   |
| 庫名縣         | 039      | 西點         | 1855年3月16日  | 伯特縣                                           | 湯瑪斯·巴西·庫名 （1827－1858），內布拉斯加領地第一任內政總督 （1854－1855）                                                                                    | 24       | 8,929   | 572平方英里 （1,481平方公里）    | 標示出庫名縣位置的地圖         |
| 卡斯特縣       | 041      | 布羅肯鮑     | 1877年2月17日  | 非建制領土                                       | 乔治·阿姆斯特朗·卡斯特 （1839－1876），美國陸軍將領，於小大角战役中陣亡                                                                                         | 4        | 10,476  | 2,576平方英里 （6,672平方公里）  | 標示出卡斯特縣位置的地圖       |
| 達科他縣       | 043      | 達科他城     | 1855年3月7日   | 伯特縣                                           | 拉科塔族，美國原住民及苏族印第安人的一支 | 70       | 21,042  | 264平方英里 （684平方公里）      | 標示出達科他縣位置的地圖       |
| 道斯縣         | 045      | 沙德倫       | 1885年2月19日  | 蘇縣                                             | 詹姆斯·威廉·道斯 （1845－1918），第六任內布拉斯加州州長 （1883－1887）                                                                                          | 69       | 8,201   | 1,396平方英里 （3,616平方公里）  | 標示出道斯縣位置的地圖         |
| 道生縣         | 047      | 萊克星頓     | 1860年1月11日  | 非建制領土                                       | 雅各伯·道森，林肯市內首位郵差 | 18       | 23,884  | 1,013平方英里 （2,624平方公里）  | 標示出道生縣位置的地圖         |
| 杜爾縣         | 049      | 查珀爾       | 1889年1月21日  | 夏延縣                                           | 杜爾家族，內布拉斯加州的早期定居者 | 78       | 1,902   | 440平方英里 （1,140平方公里）    | 標示出杜爾縣位置的地圖         |
| 迪克森縣       | 051      | 龐卡         | 1856年1月26日  | 已被廢除的布萊克伯德縣和伊扎德縣和非建制領土     | 迪克森家族，內布拉斯加州的早期定居者 | 35       | 5,464   | 476平方英里 （1,233平方公里）    | 標示出迪克森縣位置的地圖       |
| 道奇縣         | 053      | 弗里蒙特     | 1854年11月23日 | 內布拉斯加州最早成立的九個縣之一                 | 奧古斯塔·凱撒·道奇 （1820－1883），來自愛荷華州的美國參議院議員 （1855－1859），因支持堪薩斯-內布拉斯加法案而知名                                               | 5        | 36,997  | 534平方英里 （1,383平方公里）    | 標示出道奇縣位置的地圖         |
| 道格拉斯縣     | 055      | 奧馬哈       | 1854年11月23日 | 內布拉斯加州最早成立的九個縣之一                 | 史蒂芬·阿诺德·道格拉斯 （1813－1861），前伊利诺州参议员 （1847－1861）                                                                                          | 1        | 586,327 | 331平方英里 （857平方公里）      | 標示出道格拉斯縣位置的地圖     |
| 丹地縣         | 057      | 本克爾曼     | 1873年2月27日  | 非建制領土                                       | 埃爾默·西庇阿·丹迪 （1830－1896），美國巡迴法院法官 （1868－1896）                                                                                              | 76       | 1,590   | 920平方英里 （2,383平方公里）    | 標示出丹地縣位置的地圖         |
| 菲爾莫爾縣     | 059      | 日內瓦       | 1856年1月26日  | 已被廢除的傑克遜縣和非建制領土                   | 米勒德·菲尔莫尔 （1800－1874），美国第十三任总统 （1850－1853）                                                                                                 | 34       | 5,553   | 576平方英里 （1,492平方公里）    | 標示出菲爾莫爾縣位置的地圖     |
| 富蘭克林縣     | 061      | 富蘭克林     | 1867年2月16日  | 卡尼縣                                           | 本傑明·富蘭克林 （1706－1790），美國開國元勳之一 | 50       | 2,873   | 576平方英里 （1,492平方公里）    | 標示出富蘭克林縣位置的地圖     |
| 弗蘭蒂爾縣     | 063      | 斯托克維爾   | 1872年1月17日  | 非建制領土                                       | 因其位置位於當時位於白人定居者的前線而得名 | 60       | 2,633   | 975平方英里 （2,525平方公里）    | 標示出弗蘭蒂爾縣位置的地圖     |
| 富爾納斯縣     | 065      | 比弗城       | 1873年2月27日  | 非建制領土                                       | 羅伯特·威爾金森·富爾納斯 （1824－1905），第三任內布拉斯加州州長 （1873－1875）                                                                                  | 38       | 4,575   | 718平方英里 （1,860平方公里）    | 標示出富爾納斯縣位置的地圖     |
| 蓋奇縣         | 067      | 比阿特麗斯   | 1855年2月16日  | 非建制領土                                       | 威廉·D·蓋奇，內布拉斯加州立法機構成員及牧師 | 3        | 21,583  | 855平方英里 （2,214平方公里）    | 標示出蓋奇縣位置的地圖         |
| 加登縣         | 069      | 奧什科什     | 1909年11月2日  | 杜爾縣                                           | 早期定居者對此縣能夠成為「西部的花園」（定居者稱此目標為「Garden spot of the west」）的目標                                                                     | 77       | 1,837   | 1,705平方英里 （4,416平方公里）  | 標示出加登縣位置的地圖         |
| 加菲爾德縣     | 071      | 布韋爾       | 1884年10月4日  | 惠勒縣                                           | 詹姆斯·艾布拉姆·加菲尔德 （1831－1881），第二十任美国总统 （1881）                                                                                              | 83       | 1,801   | 570平方英里 （1,476平方公里）    | 標示出加菲爾德縣位置的地圖     |
| 高斯帕縣       | 073      | 埃爾伍德     | 1873年11月26日 | 非建制領土                                       | 約翰·傑伊·高斯帕 （1842－1913），內布拉斯加州內政部長 （1873－1875）                                                                                            | 73       | 1,808   | 458平方英里 （1,186平方公里）    | 標示出高斯帕縣位置的地圖       |
| 格蘭特縣       | 075      | 海恩尼斯     | 1887年3月31日  | 非建制領土                                       | 尤利西斯·辛普森·格兰特 （1822－1885），美国第十八任总统 （1869－1877）                                                                                          | 92       | 576     | 776平方英里 （2,010平方公里）    | 標示出格蘭特縣位置的地圖       |
| 格里利縣       | 077      | 格里利森特   | 1871年3月6日   | 非建制領土                                       | 霍勒斯·格里利，美國記者及《纽约论坛报》的创办者 | 62       | 2,227   | 570平方英里 （1,476平方公里）    | 標示出格里利縣位置的地圖       |
| 霍爾縣         | 079      | 格蘭德艾蘭   | 1858年11月4日  | 非建制領土                                       | 奧古斯塔·霍爾 （1814－1861），內布拉斯加領地最高法院首席大法官及來自愛荷華州的美國眾議院議員 （1854－1855）                                                     | 8        | 62,097  | 546平方英里 （1,414平方公里）    | 標示出霍爾縣位置的地圖         |
| 漢密爾頓縣     | 081      | 奧羅拉       | 1867年2月15日  | 非建制領土                                       | 亚历山大·汉密尔顿 （1755－1804），第一任美国财政部长 （1789－1895）                                                                                             | 28       | 9,429   | 544平方英里 （1,409平方公里）    | 標示出漢密爾頓縣位置的地圖     |
| 哈倫縣         | 083      | 阿爾馬       | 1871年6月3日   | 卡尼縣                                           | 縣名來源具有爭議性：可能得名自詹姆斯·哈倫 （1820－1899），來自愛荷華州的美國參議院議員 （1867－1873）或他的一位侄子（首名、中間名及生卒年不詳）                 | 51       | 3,054   | 553平方英里 （1,432平方公里）    | 標示出哈倫縣位置的地圖         |
| 海斯縣         | 085      | 海斯森特     | 1877年2月19日  | 非建制領土                                       | 拉瑟福德·伯查德·海斯 （1822－1893），美国第十九任总统 （1877－1881）                                                                                            | 79       | 849     | 713平方英里 （1,847平方公里）    | 標示出海斯縣位置的地圖         |
| 希奇科克縣     | 087      | 特倫頓       | 1873年2月27日  | 非建制領土                                       | 菲尼斯·沃倫·希奇考克 （1831－1881），來自內布拉斯加州的美国参议院議員 （1871－1877）                                                                            | 67       | 2,598   | 710平方英里 （1,839平方公里）    | 標示出希奇科克縣位置的地圖     |
| 霍爾特縣       | 089      | 奧尼爾       | 1860年1月13日  | 非建制領土                                       | 約瑟夫·霍爾特 （1807－1894），美國郵政局長 （1859－1860）及美国战争部长 （1861）                                                                                | 36       | 10,043  | 2,413平方英里 （6,250平方公里）  | 標示出霍爾特縣位置的地圖       |
| 胡克爾縣       | 091      | 馬倫         | 1889年3月29日  | 非建制領土                                       | 约瑟夫·胡克 （1814－1879），美國南北戰爭上將 | 93       | 696     | 721平方英里 （1,867平方公里）    | 標示出胡克爾縣位置的地圖       |
| 霍華德縣       | 093      | 聖保羅       | 1871年3月1日   | 霍爾縣                                           | 奧利弗·奧蒂斯·霍華德 （1830－1909），美國南北戰爭上將 | 49       | 6,515   | 570平方英里 （1,476平方公里）    | 標示出霍華德縣位置的地圖       |
| 傑佛遜縣       | 095      | 費爾伯里     | 1856年1月26日  | 非建制領土                                       | 托马斯·杰斐逊（1743－1826），第三任美国总统 （1801－1809）、第二任美国副总统 （1797－1801）、維珍尼亞州州長 （1779－1781）及美国开国元勋之一                    | 33       | 7,154   | 573平方英里 （1,484平方公里）    | 標示出傑佛遜縣位置的地圖       |
| 約翰遜縣       | 097      | 特庫賽       | 1857年9月7日   | 尼馬哈縣和奧托縣                                 | 理查德·门特·约翰逊 （1780－1850），第九任美国副总统 （1837－1841）及來自肯塔基州的美國參議院議員                                                                | 57       | 5,287   | 376平方英里 （974平方公里）      | 標示出約翰遜縣位置的地圖       |
| 卡尼縣         | 099      | 明登         | 1860年1月10日  | 非建制領土                                       | 卡尼堡（Fort Kearny ），該堡壘被州政府誤寫為「Kearney County」                                                                                                  | 52       | 6,690   | 516平方英里 （1,336平方公里）    | 標示出卡尼縣位置的地圖         |
| 基斯縣         | 101      | 奧加拉拉     | 1873年2月26日  | 非建制領土                                       | 莫雷爾·C·基斯，因鼓勵鐵路和農業發展而知名 | 68       | 8,269   | 1,061平方英里 （2,748平方公里）  | 標示出基斯縣位置的地圖         |
| 基亞帕哈縣     | 103      | 斯普林維尤   | 1884年11月4日  | 布朗縣及非建制領土                               | 「龜山河」的達科他語（原文：Ké-ya Pa-há Wa-kpá） | 82       | 787     | 773平方英里 （2,002平方公里）    | 標示出基亞帕哈縣位置的地圖     |
| 金博爾縣       | 105      | 金博爾       | 1888年11月6日  | 夏延縣                                           | 湯瑪斯·洛德·金博爾 （1831－1899），聯合太平洋鐵路銷售及客務代理                                                                                                 | 71       | 3,315   | 952平方英里 （2,466平方公里）    | 標示出金博爾縣位置的地圖       |
| 諾克斯縣       | 107      | 申特         | 1857年2月10日  | 皮爾斯縣和非建制領土                             | 亨利·诺克斯上將 （1750－1806），美國獨立戰爭英雄及第一任美国战争部长 （1789－1794）                                                                             | 12       | 8,336   | 1,108平方英里 （2,870平方公里）  | 標示出諾克斯縣位置的地圖       |
| 蘭開斯特縣     | 109      | 林肯         | 1855年3月16日  | 卡斯縣和皮爾斯縣                                 | 賓夕法尼亞州的蘭開斯特市及英格蘭的蘭開斯特郡 | 2        | 324,756 | 839平方英里 （2,173平方公里）    | 標示出蘭開斯特縣位置的地圖     |
| 林肯縣         | 111      | 北普拉特     | 1860年1月7日   | 非建制領土                                       | 亚伯拉罕·林肯 （1809－1865），美国第十六任总统 （1861－1865）                                                                                                   | 15       | 33,685  | 2,564平方英里 （6,641平方公里）  | 標示出林肯縣位置的地圖         |
| 洛根縣         | 113      | 斯泰普爾頓   | 1885年2月24日  | 非建制領土                                       | 約翰·亞歷山大·洛根（1826－1886），一名美國上將及來自伊利諾伊州的美国参议院議員                                                                                  | 87       | 675     | 571平方英里 （1,479平方公里）    | 標示出洛根縣位置的地圖         |
| 盧普縣         | 115      | 泰勒         | 1883年2月23日  | 非建制領土                                       | 流經內布拉斯加州的卢普河，該河得名自「狼」的法語 | 88       | 599     | 570平方英里 （1,476平方公里）    | 標示出盧普縣位置的地圖         |
| 麥迪遜縣       | 119      | 麥迪遜       | 1856年1月26日  | 盧普縣、已被廢除的麥克尼爾縣和非建制領土         | 縣名具有爭議性：可能得名自詹姆斯·麦迪逊 （1751－1836），第四任美國總統 （1809－1817）及美国宪法的總編輯或威斯康星州麦迪逊市內的定居者                           | 7        | 35,368  | 573平方英里 （1,484平方公里）    | 標示出麥迪遜縣位置的地圖       |
| 麥克弗森縣     | 117      | 特賴恩       | 1887年3月31日  | 非建制領土                                       | 詹姆斯·伯德賽·麥克弗森 （1828－1864），美國上將，於南北戰爭中陣亡                                                                                               | 90       | 372     | 859平方英里 （2,225平方公里）    | 標示出麥克弗森縣位置的地圖     |
| 梅里克縣       | 121      | 森特勒爾城   | 1858年11月4日  | 波爾克縣非建制領土                               | 埃爾維拉·梅里克，內布拉斯加州立法機構成員亨利·W·德皮的妻子 | 46       | 7,721   | 485平方英里 （1,256平方公里）    | 標示出梅里克縣位置的地圖       |
| 莫勒爾縣       | 123      | 布里奇波特   | 1908年11月12日 | 夏延縣                                           | 查爾斯·亨利·莫瑞爾 （1843－1928），林肯土地公司主席 | 64       | 4,527   | 1,424平方英里 （3,688平方公里）  | 標示出莫勒爾縣位置的地圖       |
| 南斯縣         | 125      | 富勒頓       | 1879年2月13日  | 一個波尼族印第安保留地                           | 阿爾比努斯·南斯 （1848－1911），第四任內布拉斯加州州長 （1879－1883）                                                                                           | 58       | 3,326   | 441平方英里 （1,142平方公里）    | 標示出南斯縣位置的地圖         |
| 尼馬哈縣       | 127      | 奧本         | 1854年11月23日 | 內布拉斯加州最早成立的九個縣之一                 | 「泥泞的水」的奧托語（原文：Nimaha），該詞語指縣內的一條河流 | 44       | 7,035   | 409平方英里 （1,059平方公里）    | 標示出尼馬哈縣位置的地圖       |
| 納科爾斯縣     | 129      | 納爾遜       | 1860年1月13日  | 非建制領土                                       | 拉法葉·納科爾斯 （1835－1860），第一屆內布拉斯加領地立法機構成員之一及他的兄長斯蒂芬·弗里爾·納科爾斯 （1825－1879），內布拉斯加州的拓荒者、定居者、商人及銀行家 | 42       | 4,041   | 575平方英里 （1,489平方公里）    | 標示出納科爾斯縣位置的地圖     |
| 奧托縣         | 131      | 內布拉斯加城 | 1854年11月23日 | 內布拉斯加州最早成立的九個縣之一                 | 奧托族，美國原住民的一支 | 11       | 16,198  | 616平方英里 （1,595平方公里）    | 標示出奧托縣位置的地圖         |
| 波尼縣         | 133      | 波尼城       | 1855年3月6日   | 理查森縣                                         | 波尼族，美國原住民的一支 | 54       | 2,528   | 432平方英里 （1,119平方公里）    | 標示出波尼縣位置的地圖         |
| 珀金斯縣       | 135      | 格蘭特       | 1887年11月8日  | 基斯縣                                           | 查爾斯·埃利奧特·柏金斯 （1840－1907），芝加哥、伯靈頓和昆西鐵路主席                                                                                             | 74       | 2,829   | 883平方英里 （2,287平方公里）    | 標示出珀金斯縣位置的地圖       |
| 費爾普斯縣     | 137      | 霍爾德里奇   | 1873年2月11日  | 卡尼縣                                           | 威廉·費爾普斯，內布拉斯加州的早期定居者 | 37       | 8,988   | 540平方英里 （1,399平方公里）    | 標示出費爾普斯縣位置的地圖     |
| 皮爾斯縣       | 139      | 皮爾斯       | 1856年1月26日  | 已被廢除的伊扎德縣、麥克尼爾縣和非建制領土       | 富兰克林·皮尔斯（1804－1869），第十四任美国总统（1853－1857）                                                                                                   | 40       | 7,332   | 574平方英里 （1,487平方公里）    | 標示出皮爾斯縣位置的地圖       |
| 普拉特縣       | 141      | 哥倫布       | 1856年1月26日  | 已被廢除的格林縣和盧普縣                         | 流經該縣的普拉特河，該河得名自「平原」的法語 | 10       | 34,296  | 678平方英里 （1,756平方公里）    | 標示出普拉特縣位置的地圖       |
| 波爾克縣       | 143      | 奧西歐拉     | 1856年1月26日  | 約克縣和非建制領土                               | 詹姆斯·诺克斯·波尔克 （1795－1849），美国第十一任总统 （1845－1849）                                                                                            | 41       | 5,166   | 439平方英里 （1,137平方公里）    | 標示出波爾克縣位置的地圖       |
| 雷德威洛縣     | 145      | 麥庫克       | 1873年2月27日  | 非建制領土                                       | 流經縣內的雷德威洛溪，該河原譯名為「紅梗木溪」，被誤譯為「紅柳溪」                                                                                              | 48       | 10,573  | 717平方英里 （1,857平方公里）    | 標示出雷德威洛縣位置的地圖     |
| 理查森縣       | 147      | 福爾斯城     | 1854年11月23日 | 內布拉斯加州最早成立的九個縣之一                 | 威廉·理察森 （1795－1856），內布拉斯加領地總督 | 19       | 7,705   | 554平方英里 （1,435平方公里）    | 標示出理查森縣位置的地圖       |
| 羅克縣         | 149      | 巴西特       | 1888年11月6日  | 布朗縣                                           | 縣名來源具有爭議性：可能得名自流經縣內的羅克溪或當地多石的土壤                                                                                                  | 81       | 1,245   | 1,008平方英里 （2,611平方公里）  | 標示出羅克縣位置的地圖         |
| 薩林縣         | 151      | 威爾伯       | 1867年2月18日  | 非建制領土                                       | 因定居者認為當地擁有帶鹹味的泉水而得名 | 22       | 14,116  | 575平方英里 （1,489平方公里）    | 標示出薩林縣位置的地圖         |
| 薩皮縣         | 153      | 帕皮利恩     | 1857年2月7日   | 卡斯縣、道格斯縣                                 | 彼得·阿巴迪·薩皮 （1805－1865），內布拉斯加領地毛皮商人及軍需官                                                                                                 | 59       | 196,553 | 241平方英里 （624平方公里）      | 標示出薩皮縣位置的地圖         |
| 桑德斯縣       | 155      | 瓦胡         | 1856年1月26日  | 道格斯縣和蘭開斯特縣                             | 阿爾文·桑達士 （1817－1899），第十任及末任內布拉斯加領地總督 （1861－1867）                                                                                     | 6        | 23,118  | 754平方英里 （1,953平方公里）    | 標示出桑德斯縣位置的地圖       |
| 斯科茨布拉夫縣 | 157      | 傑靈         | 1888年11月6日  | 夏延縣                                           | 得名自位於斯科茨布拉夫國家紀念碑內的一個懸崖。該懸崖得名自海拉姆·斯科特 （1805－1828），當地的毛皮捕獵者，他於該懸崖爬行75英里後因腿部骨折而死亡                | 21       | 35,603  | 739平方英里 （1,914平方公里）    | 標示出斯科茨布拉夫縣位置的地圖 |
| 蘇厄德縣       | 159      | 蘇厄德       | 1855年3月6日   | 卡斯縣和皮爾斯縣                                 | 威廉·亨利·蘇厄德 （1801－1872），第二十四任及南北戰爭期間的美国国务卿 （1861－1869）                                                                            | 16       | 17,692  | 575平方英里 （1,489平方公里）    | 標示出蘇厄德縣位置的地圖       |
| 謝里敦縣       | 161      | 拉什維爾     | 1885年2月25日  | 蘇縣                                             | 菲利普·谢里登 （1831－1888），南北战争上將 | 61       | 4,996   | 2,441平方英里 （6,322平方公里）  | 標示出謝里敦縣位置的地圖       |
| 謝爾曼縣       | 163      | 盧普城       | 1871年3月1日   | 水牛縣和非建制領土                               | 威廉·特库姆塞·舍曼 （1820－1891），南北战争上將 | 56       | 2,980   | 566平方英里 （1,466平方公里）    | 標示出謝爾曼縣位置的地圖       |
| 蘇縣           | 165      | 哈里森       | 1877年2月19日  | 非建制領土                                       | 苏族，美國原住民的一支 | 80       | 1,127   | 1,313平方英里 （3,401平方公里）  | 標示出蘇縣位置的地圖           |
| 斯坦頓縣       | 167      | 斯坦頓       | 1855年3月16日  | 伯特縣                                           | 埃德温·M·斯坦顿 （1814－1869），第二十七任及南北戰爭期間的美国战争部长 （1862－1868）                                                                           | 53       | 5,717   | 430平方英里 （1,114平方公里）    | 標示出斯坦頓縣位置的地圖       |
| 塞耶縣         | 169      | 希伯來       | 1871年1月26日  | 傑佛遜縣                                         | 約翰·米爾頓·賽耶 （1820－1906），第七任內布拉斯加州州長 （1887－1892）                                                                                          | 32       | 4,885   | 575平方英里 （1,489平方公里）    | 標示出塞耶縣位置的地圖         |
| 托馬斯縣       | 171      | 塞德福德     | 1887年3月31日  | 非建制領土                                       | 喬治·亨利·托馬斯 （1816－1870），美國南北战争上將 | 89       | 671     | 713平方英里 （1,847平方公里）    | 標示出托馬斯縣位置的地圖       |
| 瑟斯頓縣       | 173      | 彭德         | 1889年3月28日  | 已被廢除的布萊克伯德縣及一個奧馬哈族印第安保留地 | 約翰·梅倫·瑟斯頓 （1847－1916），來自內布拉斯加州的美國參議院議員 （1895－1901）                                                                                | 55       | 6,507   | 394平方英里 （1,020平方公里）    | 標示出瑟斯頓縣位置的地圖       |
| 瓦利縣         | 175      | 奧德         | 1871年3月1日   | 非建制領土                                       | 當地多山的地形 | 47       | 4,073   | 568平方英里 （1,471平方公里）    | 標示出瓦利縣位置的地圖         |
| 華盛頓縣       | 177      | 布萊爾       | 1854年11月23日 | 內布拉斯加州最早成立的九個縣之一                 | 乔治·华盛顿 （1732－1799），第一任美國總統 （1789－1797） | 29       | 21,167  | 390平方英里 （1,010平方公里）    | 標示出華盛頓縣位置的地圖       |
| 韋恩縣         | 179      | 韋恩         | 1871年3月4日   | 非建制領土                                       | 安東尼·韋恩 （1745－1796），美國獨立戰爭上將 | 27       | 9,871   | 444平方英里 （1,150平方公里）    | 標示出韋恩縣位置的地圖         |
| 韋伯斯特縣     | 181      | 雷德克勞德   | 1867年2月16日  | 非建制領土                                       | 丹尼尔·韦伯斯特 （1782－1852），第十四、十九任美國國務卿 （1841－1843、1850－1852）                                                                             | 45       | 3,336   | 575平方英里 （1,489平方公里）    | 標示出韋伯斯特縣位置的地圖     |
| 惠勒縣         | 183      | 巴特利特     | 1877年12月17日 | 非建制領土                                       | 丹尼爾·H·惠勒，內布拉斯加州農業部長 | 84       | 785     | 575平方英里 （1,489平方公里）    | 標示出惠勒縣位置的地圖         |
| 約克縣         | 185      | 約克         | 1855年3月16日  | 卡斯縣、皮爾斯縣和非建制領土                     | 縣名來源具有爭議性：可能得名自英格蘭的約克鎮或賓夕法尼亞州的約克縣（該縣縣名也是得名自英格蘭的約克鎮）                                                          | 17       | 14,354  | 576平方英里 （1,492平方公里）    | 標示出約克縣位置的地圖         |

## 曾經存在的縣
| 縣名         | 建立時間       | 消失時間       | 歷史及備註                                                                                                   |
| ------------ | -------------- | -------------- | --- |
| 瓊斯縣       | 1854年11月23日 | 1867年2月18日  | 1854年內布拉斯加州政府最初成立的九個縣之一，1867年被分割為傑佛遜縣的一部份。                                 |
| 克萊縣       | 1855年3月16日  | 1864年2月15日  | 1855年拆分自非建制土地，1864年被分割為蓋奇縣和蘭開斯特縣的一部份。現時的克萊縣於1867年成立。                 |
| 傑克遜縣     | 1855年3月16日  | 1856年1月26日  | 1855年拆分自非建制土地，1856年被分割為菲爾莫爾縣的一部份。                                                   |
| 約翰斯頓縣   | 1855年3月16日  | 1856年1月26日  | 1855年拆分自非建制土地，1856年被分割為薩林縣的一部份。現時的約翰遜縣於1857年成立，且為約翰斯頓縣的舊有位置。 |
| 布萊克伯德縣 | 1855年3月16日  | 1856年1月26日  | 1855年拆分自伯特縣，1856年被分割為迪克森縣和達科他縣的一部份。                                               |
| 盧普縣       | 1855年3月16日  | 1856年1月26日  | 1855年拆分自伯特縣，1856年被分割為普拉特縣、門羅縣和麥迪遜縣的一部份。現時的盧普縣於1883年成立。             |
| 麥克尼爾縣   | 1855年3月16日  | 1856年1月26日  | 1855年拆分自伯特縣，1856年被分割為迪克森縣、皮爾斯縣和麥迪遜縣的一部份。                                     |
| 格林縣       | 1855年3月16日  | 1862年1月3日   | 1855年拆分自卡斯縣和皮爾斯縣，1862年更名為蘇厄德縣。                                                         |
| 伊扎德縣     | 1855年3月16日  | 1862年1月10日  | 1855年拆分自伯特縣，1862年更名為斯坦頓縣。                                                                   |
| 卡爾霍恩縣   | 1856年1月26日  | 1862年1月8日   | 1855年拆分自格林縣和蘭開斯特縣，1862年更名為桑德斯縣。                                                       |
| 肖特縣       | 1860年1月7日   | 1861年12月11日 | 1860年拆分自非建制土地，1861年更名為林肯縣。                                                                 |
| 韋斯特縣     | 1860年1月13日  | 1862年1月9日   | 最初建立的其中一個縣，被分割成霍爾特縣的一部份。                                                             |